# Katakomben (Fernsehserie)
Katakomben ist eine deutsche Coming-of-Age-Dramaserie, in der nach einem illegalen Rave in den Katakomben unterhalb des Münchner Hauptbahnhofs mehrere Jugendliche vermisst werden. Vor allem geht es in der Serie um das Aufeinandertreffen von Menschen mit gegensätzlichen Lebenswelten. Sie wurde am 11. März 2021 beim Video-on-Demand-Anbieter Joyn unter dem Label „Joyn Original“ veröffentlicht.

## Handlung
Bei einem illegalen Rave in den Katakomben unterhalb des Münchner Hauptbahnhofs treffen verwöhnte „Rich Kids“ aus der Münchner Oberschicht auf die dort lebenden, obdachlosen Jugendliche, die in der Serie als „die Unsichtbaren“ bezeichnet werden. Als ein Feuer und anschließend eine Massenpanik ausbricht, können sich die meisten Jugendlichen in Sicherheit bringen. Jedoch gibt es eine große Anzahl von Verletzten sowie drei vermisste Jugendliche. Einer davon ist Max Mahler, dessen Schwester Nellie Mahler sich zusammen mit ihrem besten Freund Janosch Seiler auf die Suche nach ihm macht.
Zudem hilft auf Nellies Bitten die in den Katakomben lebende Tyler bei der Suche nach den drei Vermissten. Kurze Zeit später wird jedoch Max’ Freundin Maya-Florence Mühlberg, die ebenfalls vermisst wird, in den Katakomben tot aufgefunden.
Des Weiteren versucht die Bundespolizistin Magdalena Kaltbrunner in dem Fall zu ermitteln, obwohl dieser nicht zu ihrem Zuständigkeitsbereich gehört. Trotz mehrfachen Hinweisen des Staatsanwalts Dominik Liebknecht, die ihre Kompetenzen überschreitenden Untersuchungen zu unterlassen, recherchiert Kaltbrunner weiter; zumal sie ein sehr persönliches Interesse an den Ereignissen hat.
Nebenbei versucht die junge Architektin Lisa Limberger des Bauunternehmens „Limberger Living“ das Projekt „Unity Tower“ zu verwirklichen. Dabei sollen wohlhabende Bürger für ihre Wohnungen höhere Preise zahlen, sodass mit dem Überschuss Sozialwohnungen finanziert werden können. Das Vorhaben soll in der Nähe des Hauptbahnhofs auf einem wertvollen Baugrundstück entstehen. Die Stadtbaurätin Anna Mahler präsentiert sich zwar öffentlich für das Projekt, versucht jedoch im Hintergrund diese mit Geschäftspartnern zu sabotieren.
Die Handlung der Serie findet Mitte Januar innerhalb von zehn Tagen statt.

## Besetzung

### Hauptbesetzung
| Rolle                 | Darsteller              | Rollenbeschreibung |
| --------------------- | ----------------------- | --- |
| Nellie Mahler         | Lilly Charlotte Dreesen | Studentin, Tochter von Anna Mahler, Schwester von Max Mahler, beste Freundin von Janosch                                                            |
| Tyler                 | Mercedes Müller         | lebt in den Katakomben, versorgt Obdachlose mit abgelaufenen Medikamenten, kümmert sich um Liljana und deren kleinen Sohn Elion                     |
| Lisa Limberger        | Marleen Lohse           | Architektin des Bauprojekts „Unity Tower“, Tochter von Frank Limberger, Organisatorin des Raves                                                     |
| Janosch Seiler        | Yasin Boynuince         | Influencer, bester Freund von Nellie, Adoptivsohn von Hermann Seiler, wohnt mit ihm in einer Wohnsiedlung am Rand der Stadt                         |
| Dominik Liebknecht    | Yung Ngo                | Staatsanwalt, verliebt in Magdalena Kaltbrunner |
| Magdalena Kaltbrunner | Sabine Timoteo          | Bundespolizistin, sucht ihre Tochter |
| Anna Mahler           | Aglaia Szyszkowitz      | Politikerin und Stadtbaurätin, Mutter von Nellie und Max Mahler                                                                                     |
| Max Mahler            | Nick Romeo Reimann      | Sohn von Anna Mahler, Bruder von Nellie Mahler, in einer Beziehung mit Maya-Florence Mühlberg, wird nach der Massenpanik in den Katakomben vermisst |

### Nebenbesetzung
| Rolle                   | Darsteller            | Rollenbeschreibung |
| ----------------------- | --------------------- | --- |
| Frank Limberger         | Daniel Friedrich      | Inhaber der Baufirma „Limberger Living“, Vater von Lisa Limberger                                                            |
| Lennart von Marsch      | Reiner Schöne         | Partner von Frank Limberger in der Baufirma „Limberger Living“                                                               |
| Hermann Seiler          | Michael A. Grimm      | Kanalarbeiter, Vater von Janosch Seiler, wohnt mit ihm in einer Wohnsiedlung am Rand der Stadt                               |
| Liljana                 | Lea Mornar            | schwerkranke Obdachlose, lebt in den Katakomben, Mutter von Elion                                                            |
| Elion                   | Valentin Thatenhorst  | lebt in den Katakomben, Sohn von Liljana                                                                                     |
| Spider                  | Adam Venhaus          | lebt in den Katakomben, Drogensüchtiger                                                                                      |
| Wenzel Graf von Werneck | Maurice Lattke        | guter Freund von Max Mahler, Milliardärssohn, wird nach der Massenpanik in den Katakomben vermisst                           |
| Maya-Florence Mühlberg  | Sofie Eifertinger     | Freundin von Max Mahler, wird nach der Massenpanik in den Katakomben zunächst vermisst und kurze Zeit später tot aufgefunden |
| Ted Greenberg           | Adrian Castilla       | Inhaber des Foodsharing-Unternehmens „Share a Bite“                                                                          |
| Mrs. Gordon             | Anne Alexander-Sieder | Inhaberin einer Baufirma, erpresst Anna Mahler                                                                               |
| Alter Mann              | Hans-Maria Darnov     | lebt in den Katakomben, nahm Janosch Seilers Zwillingsbruder Meral auf                                                       |
| Sabine Behnke           | Dela Dabulamanzi      | Rechtsmedizinerin |

## Produktion

### Projektentwicklung
Die Idee zur Serie stammt von dem deutschen Produzenten Florian Kamhuber, der unter anderem bereits an den Serien Hindafing, Blockbustaz und 8 Tage mitgewirkt hat. Inspiriert wurde er im November 2016 durch einen Artikel der Süddeutschen Zeitung, in dem erstmals über den Drogenkonsum von Süchtigen in den Katakomben des Münchner Hauptbahnhofs berichtet wurde. Dadurch kam Kamhuber die Idee, dass reiche Jugendliche in den Katakomben eine Party feiern. Zusammen mit dem österreichischen Regisseur, Drehbuchautor und Produzent Jakob M. Erwa erweiterte und entwickelte Kamhuber anschließend das Serienkonzept, unter anderem mit dem Thema des Zusammentreffens von Arm und Reich.
Das Projekt bzw. die Serie wurde unter anderem mit Produktionsfördermitteln des FilmFernsehFonds Bayern in Höhe von 660.000 Euro verwirklicht. Produziert wird sie von den Produzenten Florian Kamhuber, Simon Amberger, Korbinian Dufter und Rafael Parente gemeinsam durch die deutsche Produktionsfirma Neuesuper unter der Leitung der Producerinnen Nina Kammermeier und Daniela Ebeling. Katakomben stellt nach Hindafing, Blockbustaz, 8 Tage und Breaking Even die fünfte Fernsehserie, die von Neuesuper produziert wurde, sowie die erste, die Neuesuper vorrangig für eine Streaming-Plattform produziert hat, dar. Sie entsteht im Auftrag der deutschen Streaming-Plattform Joyn.
Ursprünglich sollte die Serie im Auftrag des Pay-TV-Senders 13th Street produziert und ausgestrahlt werden. Bereits im Mai 2018 wurde die Planung einer damals titellosen Krimiserie mit dem Produktionsunternehmen Neuesuper bekannt. Jedoch stieg der Fernsehsender kurze Zeit später aus dem Projekt aus. Während der frühen Phase der Buchentwicklung stieg wiederum Joyn in das Projekt ein. Erst nach der Ankündigung der Produktionsfördermitteln im Juli 2019 wurde dies bekannt.

### Vorproduktion
Für das Casting der Erwachsenenbesetzung war Franziska Aigner und der Kinderbesetzung Inga Helfrich zuständig.
Für die Drehbücher waren Florian Kamhuber und Jakob M. Erwa als Headautoren verantwortlich. Des Weiteren beteiligten sich die Biohackers-Autorin Johanna Thalmann, Einmal bitte alles-Autorin Sina Flammang sowie Romina Ecker an den Drehbüchern. Als Szenenbildnerin war Carina Cavegn tätig. Die Suche nach den passenden Drehorten und Filmmotiven wurden durch die Locationscouts Jeanette Wohlfahrt und Philipp Kohen durchgeführt. Wohlfahrt wirkte zuvor unter anderem beim internationalen Kinofilm Resistance – Widerstand mit.

### Dreharbeiten
Die Dreharbeiten für die sechs Episoden fanden unter der Regie von Jakob M. Erwa von Januar bis Juli 2020 in München und Umgebung statt. Aufgrund von bautechnischen und sozialethischen Gründen wurde auf Dreharbeiten am Originalschauplatz verzichtet. Stattdessen wurden in den Katakomben des Münchner Olympiastadions gedreht. Nur einzelne Außenaufnahmen der Katakomben des Münchner Hauptbahnhofs wurden angefertigt. Aufgrund der COVID-19-Pandemie in Deutschland und hieraus entstehende Lockdown mussten die Dreharbeiten Anfang März unterbrochen werden. Im Juni und Juli 2020 wurden sie unter strengen Abstands- und Hygieneauflagen fortgeführt. Da die Handlung der Serie im Winter spielt sowie Schnee und Kälte eine große Rolle einnehmen, wurde unter anderem über aufwändige visuelle Spezialeffekte Schnee hergestellt. Teilweise mussten neue Filmmotive gesucht werden.
Während Tina Keimel-Sorge für das Kostümbild zuständig war, zeichneten Nannie Gebhardt-Seele und Tatjana Krauskopf für das Maskenbild verantwortlich. Julian Krubasik fungierte als Kameramann.

### Postproduktion
Federführend für den Schnitt war Hindafing- und Blockbustaz-Editorin Katja Beck und für die Spezialeffekte Luggi Leitner zuständig. David Reichelt als Komponist stellte die Musik für die Serie her.

### Folgenaufbau/Stil
Zu Beginn jeder Episode werden Szenen aus der Nacht des illegalen Raves gezeigt. Nach dem Vorspann  wird aus der Gegenwart erzählt. Beim Abspann werden kurze Szenen ohne Ton gezeigt, die in der nächsten Episode stattfinden.

## Veröffentlichung

### Deutschsprachiger Raum
Erstmals wurden Ausschnitte der Serie im Rahmen der Seriencamp Conference 2020 gezeigt. Einen circa zwei Minuten langen Trailer wurde am 24. Februar 2021 auf dem YouTube-Kanal der Streamingplattform Joyn veröffentlicht. Im Rahmen der Berlinale 2021 wurden ab dem 2. März 2021 erstmals die ersten beiden Episoden uraufgeführt.
Die Erstveröffentlichung der sechs Episoden fand am 11. März 2021 beim deutschen Streaminganbieter Joyn über das kostenpflichtige Subscription-Video-on-Demand-Angebot Joyn Plus+ statt. Während die erste Episode kostenlos abrufbar ist, sind die restlichen Episoden über Joyn Plus+ zum Abruf bereitgestellt.
Im linearen Fernsehen soll die Serie auf dem Free-TV-Sender ProSieben ausgestrahlt werden. Dementsprechend wird die Serie über ProSieben Austria und ProSieben Schweiz ebenfalls in Österreich, Liechtenstein und der Schweiz zu sehen sein.

### International
Für den weltweiten Vertrieb unter dem Titel Echos ist das Unternehmen Beta Film zuständig.

## Episodenliste
| Nr.                                                                               | Originaltitel     | Regie         | Drehbuch                                                         |
| --------------------------------------------------------------------------------- | ----------------- | ------------- | ---------------------------------------------------------------- |
| 1                                                                                 | Die Party         | Jakob M. Erwa | Romina Ecker, Jakob M. Erwa, Florian Kamhuber, Johanna Thalmann  |
| 2                                                                                 | Die Unsichtbaren  | Jakob M. Erwa | Romina Ecker, Jakob M. Erwa, Florian Kamhuber                    |
| 3                                                                                 | Die Suche         | Jakob M. Erwa | Johanna Thalmann, Jakob M. Erwa, Florian Kamhuber                |
| 4                                                                                 | Die Verschwundene | Jakob M. Erwa | Johanna Thalmann, Jakob M. Erwa, Florian Kamhuber                |
| 5                                                                                 | Der Verrat        | Jakob M. Erwa | Sina Flammang, Johanna Thalmann, Jakob M. Erwa, Florian Kamhuber |
| 6                                                                                 | Die Rache         | Jakob M. Erwa | Romina Ecker, Jakob M. Erwa, Florian Kamhuber                    |
| Alle Episoden wurden am 11. März 2021 gleichzeitig bei Joyn Plus+ veröffentlicht. |                   |               |                                                                  |

## Rezeption
Die Serie wurde in den deutschen Medien überwiegend positiv rezipiert. Der Medienjournalist Tilmann P. Gangloff bewertete für tittelbach.tv die Serie mit 4,5 von 6 Sternen. Florian Kamhuber und Jakob M. Erwa sowie ihr Drehbuchautoren haben die Erzählung auf die Perspektive mehrerer Figuren geschickt verteilt. Aus diesen verschiedenen Perspektiven ergeben sich eine reizvolle Mischung. Mit Lilly Charlotte Dreesen und Mercedes Müller seien die beiden zentralen Rollen perfekt besetzt worden. Die Geschichte sei zwar in erster Linie ein Drama, jedoch bediene Erwa sich bei seiner Umsetzung ebenfalls bei den Genres Horror und Mystery, so Gangloff. Die aufwändige Bildgestaltung durch Julian Krubasik sowie die Wirkung der Bilder mit der Musik von David Reichelt sei von herausragender Qualität.
Die Cosmo-Kulturjournalistin und Podcasterin Emily Thomey hebt in einem Interview mit Jakob M. Erwa und Romina Ecker positiv hervor, dass die Serie stark auf Diversität achte. Zum Beispiel erhielt der Staatsanwalt, gespielt von dem deutschen Schauspieler mit vietnamesischer Herkunft Yung Ngo, einen deutschen Namen. Bemerkenswert findet sie zudem die Verwendung von gendergerechter Sprache, wie zum Beispiel durch kurze Sprechpausen bei verkürzten Paarformen (Gender-Pausen mit Glottisschlag). Für die teleschau-Autorin Elisa Eberle sei Katakomben eine gesellschaftlich relevante Produktion, die bedeutend mitreißender ist als andere glattgebügelte Coming-of-Age-Serien.
Der Autor Jan Freitag schrieb im Online-Medienmagazin DWDL.de, dass die Serie sehr unterhaltsam sei. Zwar seien die Gegensätze der Marktwirtschaft ein bisschen aufdringlich inszeniert, jedoch dadurch schaffe Katakomben „das gescheiterte Gerechtigkeitsversprechen des Kapitalismus im Technobeat eskapistischer Millennials“ besser glaubhaft darzustellen als gleichartige Dramen im Ersten. Die Serie sei nie rührselig, sondern oft rührend und dabei klischeefrei.
Die Serienjunkies.de-Autorin Maike Karr bewertete die erste Episode mit 3 von 5 Sternen. Insgesamt liefere sie einen soliden Eindruck.  In der ersten Episode werden viele verschiedene Handlungsstränge aufgemacht, die stark mit dem Element des Ungewissen arbeite. Die Serie könne durchaus eine spannende Serie werden, so Karr. Kritisch betrachtet sie die Schauspielleistungen der Darstellenden. Zu oft erscheine ihr das Schauspiel typisch deutsch und es fühle sich zu geschauspielert an. Wie Gangloff bewertete Karr die visuelle Arbeit sehr positiv. Im Gegensatz zu Karr findet die N-Joy-Autorin Katharina Ratzmann, dass der größte Teil des Casts hervorragend spiele. Ratzmann empfiehlt die Serie für Biohackers-Fans.
Ferner beurteilt der Filmkritiker Christopher Diekhaus beim Online-Medienmagazin TV Wunschliste die gesamte Serie mit 3 von 5 Sternen. Zum Auftakt lege die Serie ein ordentliches Tempo hin, das sich, von kleinen Ausnahmen abgesehen, bis zum Ende hält. Mit der Zeit kristallisieren sich dramatische Verknüpfungspunkte heraus, jedoch bleibe der Zusammenstoß zwischen Arm und Reich stellenweise zu sehr an der Oberfläche. Die soziale Komponente der Geschichte werde nur bedingt ausgeschöpft. Laut Diekhaus könne die Serie deshalb nicht restlos überzeugen, weil in der Hoffnung auf eine zweite Staffel manche Fäden am Ende nur halbherzig abgeschlossen werden.